# Libio Severo
Libio Severo Serpenzio (in latino Libius Severus Serpentius; Lucania, 420 circa – Roma, autunno 465) è stato un senatore romano, imperatore d'Occidente dal 461 alla sua morte. Non fu riconosciuto dalla corte orientale né dal governatore della Dalmazia Marcellino, fedele al suo precedessore Maggioriano.

## Origini e ascesa al trono
Senatore originario della Lucania, fu uno degli ultimi imperatori romani d'Occidente, privo di effettivo potere, incapace di risolvere i numerosi e gravi problemi che affliggevano l'impero; viene descritto dalle fonti come uomo pio e religioso.
Dopo la morte dell'imperatore Maggioriano (7 agosto 461), assassinato dal magister militum d'Occidente Ricimero, si aprì una lotta per l'elezione del nuovo imperatore d'Occidente che coinvolse Ricimero, l'imperatore d'Oriente Leone I e il re dei Vandali Genserico. Ricimero voleva porre sul trono d'Occidente un imperatore debole, che potesse controllare: la sua origine barbarica gli impediva infatti di prendere il trono per sé stesso. Genserico aveva rapito durante il Sacco di Roma (455) la moglie e le figlie di Valentiniano III (Licinia Eudossia, Placidia ed Eudocia) e aveva fatto sposare il proprio figlio Unerico con Eudocia, imparentandosi così con la famiglia imperiale; il candidato di Genserico per il trono d'Occidente era Anicio Olibrio, che aveva sposato l'altra figlia di Valentiniano, Placidia, e che era quindi «uno di famiglia». A tale scopo mise sotto pressione entrambi gli imperi attaccando ripetutamente Italia e Sicilia, affermando che il trattato di pace stipulato con Maggioriano non era più vincolante; Ricimero, che agiva autonomamente, inviò una ambasciata a Genserico chiedendogli di rispettare il trattato, mentre l'imperatore d'Oriente, con una seconda ambasciata, trattò l'interruzione delle incursioni e la riconsegna delle donne di Valentiniano.
Ricimero, però, decise di ignorare il candidato di Genserico e mise sul trono Libio Severo, scelto forse per compiacere l'aristocrazia italica, facendolo eleggere imperatore dal Senato il 19 novembre 461, a Ravenna (Severo fu poi riconosciuto dal Senato di Roma, come consuetudine).

## Regno

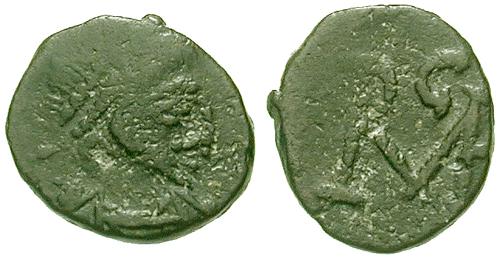
Moneta raffigurante Libio Severo; al rovescio il monogramma di Severo (talvolta identificato con quello di Ricimero)

Severo si trovò ad avere molte difficoltà durante il suo regno, non ultime il mancato riconoscimento del suo potere e l'ingombrante presenza di Ricimero.

### Politica interna
Uno dei primi atti di Severo (Novella Severi 1, 20 febbraio 463) fu quello di annullare una dura legge del suo predecessore Maggioriano contro le gerarchie ecclesiastiche; è possibile che questo suo favorire i voleri della Chiesa sia all'origine della sua fama di uomo religioso. Anche un'altra legge di Severo (Novella Severi 2, 25 settembre 465) sembra avvantaggiare i potenti, cancellando la possibilità per i coloni di affrancare i propri figli dal servizio sotto i grandi latifondisti dell'aristocrazia italica. Considerando anche il fatto che Severo prese residenza probabilmente a Roma (la sua prima legge conservatasi fu data nell'Urbe), si può speculare che fosse stato in grado di ottenere l'appoggio dell'aristocrazia senatoria e delle gerarchie ecclesiastiche romane.

### Contrasti con le province
L'Impero romano d'Occidente non regnava più neanche nominalmente su alcune delle antiche province imperiali: la Britannia era stata abbandonata, l'Africa era stata conquistata dai Vandali, la Hispania dai Visigoti. L'area sotto il controllo di Libio era però ancor più ristretta, in quanto la sua nomina non fu riconosciuta in alcune province che erano governate da sostenitori di Maggioriano, come la Gallia di Egidio e la Dalmazia di Marcellino, che gli rifiutarono obbedienza.
Anche l'imperatore d'Oriente, Leone I, non lo riconobbe, tanto che gli storici legati all'area orientale, Marcellino comes e Giordane, lo definiscono un usurpatore che si era appropriato del trono d'Occidente.
Temendo che Marcellino marciasse contro di lui, Severo chiese all'Imperatore d'Oriente di intervenire: Leone I inviò come ambasciatore Filarco, facendo desistere Marcellino dall'attacco. Questo episodio, però, è un segno della stretta collaborazione che si instaurò tra Marcellino, che nominalmente era alle dipendenze dell'Imperatore d'Occidente, e Leone, Imperatore d'Oriente, e dunque dell'allontanamento dell'Illiria dalla sfera di influenza dell'Impero d'Occidente.
Severo reagì all'insubordinazione di Egidio nominando un nuovo magister militum per Gallias, il suo sostenitore Agrippino. Agrippino era stato accusato da Egidio, durante il regno di Maggioriano, di tradimento: trovato colpevole e condannato a morte, fu risparmiato, probabilmente per l'intervento di Ricimero, che lo usò poi contro Egidio. Agrippino si rivolse ai Visigoti e col loro aiuto combatté contro Egidio e i suoi alleati franchi, condotti dal re Childerico I: per ottenerne il sostegno, nel 462 Severo diede ai Visigoti l'accesso al Mar Mediterraneo, assegnando loro la città di Narbona, separando di fatto Egidio dal resto dell'impero. Tra i pochi atti ufficiali di Libio Severo va forse inserita la nomina a Prefetto del pretorio della Gallia, nel 464, di Arvando, che nel 468 sarebbe stato accusato di tradimento per aver cercato di ottenere la porpora e condannato a morte. La pena fu successivamente commutata nell'esilio e nella confisca dei beni su intercessione di Sidonio Apollinare (469).
In effetti, dunque, il dominio di Severo si riduceva alla sola Italia, anche se nel 465 la morte di Egidio riportò brevemente la Gallia nella sfera di influenza dell'imperatore. All'azione di riconquista da parte di Severo va forse ricondotta la breve emissione di monete a nome di Severo da parte della zecca di Arelate.

### Predominio di Ricimero
Ricimero fu l'effettivo detentore del potere durante il regno di Severo. Esistono monete di Severo che recano un monogramma talvolta identificato con quello di Ricimero, anche se probabilmente si tratta del monogramma di Severo; Ricimero fu inoltre citato nelle legende di alcuni gettoni subito dopo gli imperatori, anche se si tratta di coniazioni non ufficiali da parte di un sostenitore di Ricimero stesso, il praefectus urbi Plotino Eustazio.
Il dominio di Ricimero fu tale che, nel registrare la sconfitta e morte del re degli Alani Bergor per mano del generale barbaro di Severo (6 febbraio 464, presso Bergamo), Marcellino comes concede la dignità regale a Ricimero:
(Conte Marcellino, Cronache, s.a. 464)
Una fonte, Cassiodoro, attribuisce persino la morte di Severo, altrimenti registrata come naturale dalle fonti, come dovuta ad avvelenamento voluto dal potente magister militum.

### Vandali
Durante il regno di Severo continuarono gli attacchi dei Vandali: Genserico era motivato dal desiderio di preda, in quanto il pretesto era la mancata concessione dei beni di Valentiniano III, ma sperava ancora di poter mettere Anicio Olibrio sul trono d'Occidente.
A seguito di queste incursioni, alcuni esponenti dell'aristocrazia italica si recarono dall'imperatore per pregarlo di riconciliarsi con i Vandali: Severo scelse il patrizio Taziano e lo inviò dai Vandali, i quali però rigettarono la proposta di pace, rimandando indietro Taziano a mani vuote.

### Rapporti con l'Oriente
Sebbene Severo non fosse stato riconosciuto dall'imperatore d'Oriente Leone I, le due corti ebbero comunque dei rapporti, come testimoniato dalla richiesta di intercessione con Marcellino avanzata da Severo presso l'imperatore d'Oriente e l'invio da parte di questi dell'ambasciata di Filarco.
Un ulteriore tentativo di riappacificazione tra le due corti può essere suggerito dalla scelta dei consoli, che, secondo la tradizione, avveniva con ciascuna corte che indicava uno dei due consoli per ciascun anno e riconosceva l'altro. Dopo aver assunto il consolato per l'anno 462 (il primo in cui era imperatore sin da gennaio, ma non riconosciuto dall'Oriente) e aver assegnato quello per l'anno 463 a un influente esponente dell'aristocrazia senatoriale romana (Flavio Cecina Decio Basilio, prefetto del pretorio d'Italia dal 463 al 465), Severo accettò di non nominare il console d'Occidente per il 464 e il 465, ma di accettare che entrambe le nomine di quell'anno fossero fatte dalla corte orientale.

## Morte
I dettagli della morte di Libio Severo sono affetti da incertezza: la versione maggiormente accreditata presso gli studiosi moderni è che sia morto di morte naturale nell'autunno del 465.
Il dubbio sull'anno è minimo, dovuto ad un passo della Getica di Giordane in cui vengono attribuiti a Severo solo tre anni di regno, ma è estremamente probabile che sia stato un errore dello storico del VI secolo. Il giorno della morte è indicato dai Fasti vindobonenses priores come il 15 agosto, ma è pervenuta una legge di Severo datata al 25 settembre, che sposterebbe quindi la sua morte all'autunno, a meno che questa legge non sia postuma. Fu infine Cassiodoro, nel VI secolo, ad affermare che Severo era stato ucciso da Ricimero a tradimento, col veleno e nel proprio palazzo, ma tre anni dopo la morte dell'imperatore, il poeta Sidonio Apollinare affermava invece che fosse morto di morte naturale; va infatti notato che Ricimero non poteva avere, per quanto noto oggi, alcuna ragione per eliminare un imperatore che in realtà era un fantoccio nelle sue mani, a meno che Severo non costituisse un ostacolo alla riconciliazione di Ricimero con Leone.